# Nhạc swing
Nhạc swing là một hình thức nhạc jazz được phát triển ở Hoa Kỳ vào những năm 1930 và 1940. Cái tên này xuất phát từ sự nhấn mạnh vào nhịp off off, hay xung yếu hơn. Các ban nhạc swing thường có những nghệ sĩ độc tấu, những người sẽ ứng biến giai điệu trên nhạc nền. Phong cách swing nhảy múa của các ban nhạc lớn và các người đứng đầu ban nhạc như Benny Goodman là hình thức thống trị của âm nhạc nổi tiếng Mỹ từ năm 1935 đến 1946, được gọi là kỷ nguyên swing. Động từ"to swing"cũng được sử dụng như một thuật ngữ khen ngợi khi chơi có groove hoặc drive mạnh. Những nhạc sĩ đáng chú ý của kỷ nguyên swing bao gồm Louis Armstrong, Count Basie, Cab Calloway, Jimmy Dorsey, Tommy Dorsey, Duke Ellington, Benny Goodman, Woody Herman, Harry James, Louis Jordan, Glenn Miller, Louis Prima và Artie Shaw.
Swing có nguồn gốc từ các nhóm nhạc khiêu vũ từ những năm 1920, bắt đầu sử dụng các phong cách sắp xếp văn bản mới, kết hợp các sáng tạo nhịp điệu được tiên phong bởi Louis Armstrong và Earl Hines. Một bài hát điển hình được chơi theo phong cách swing sẽ có phần tiết tấu mạnh mẽ, neo đậu để hỗ trợ cho các nhạc cụ hơi tự do biến tấu. Phong cách phổ biến nhất bao gồm các hợp xướng chủ đề và hợp xướng với các bản solo ngẫu hứng trong khuôn khổ các đồng nghiệp chơi hỗ trợ. Swing bắt đầu giảm dần sự phổ biến trong Thế chiến II, nhưng ảnh hưởng đến jump blues và bebop, và chứng kiến sự hồi sinh vào cuối những năm 1950 và 1960 với các dàn nhạc Count Basie và Duke Ellington hồi sinh, và các giọng ca nhạc pop như Frank Sinatra và Nat King Cole.
Swing hòa quyện với các thể loại khác để tạo ra phong cách âm nhạc mới. Trong nhạc đồng quê, các nghệ sĩ như Jimmie Rodgers, Moon Mullican và Bob Wills đã giới thiệu các yếu tố swing cùng với nhạc blues để tạo ra một thể loại gọi là swing phương Tây. Swing Gypsy là sự phát triển vượt bậc của nhạc swing violin jazz của Venuti và Lang. Vào cuối những năm 1980 đến đầu những năm 1990, một nhịp điệu swing kiểu đô thị, nổi bật hơn được gọi là swing jack mới, dẫn đầu bởi Teddy Riley. Vào cuối những năm 1990 vào những năm 2000, đã có một sự hồi sinh swing, dẫn đầu là Squirrel Nut Zippers, Brian Setzer, Big Bad Voodoo Daddy và Lavay Smith. Tại Canada, một số bản thu âm đầu thập niên 2000 của Ban nhạc JW-Jones Blues bao gồm các yếu tố hồi sinh swing.